# Eilish McColgan
Eilish McColgan (Dundee, 25 novembre 1990) è una mezzofondista e siepista britannica, medaglia d'oro ai Giochi del Commonwealth 2022 nei 10000 metri piani.

## Palmarès
| Anno                                  | Manifestazione          | Sede           | Evento        | Risultato | Prestazione | Note                                     |
| ------------------------------------- | ----------------------- | -------------- | ------------- | --------- | ----------- | ---------------------------------------- |
| In rappresentanza della Gran Bretagna |                         |                |               |           |             |                                          |
| 2012                                  | Giochi olimpici         | Londra         | 3000 m siepi  | Batteria  | 9'54"36     |                                          |
| 2013                                  | Mondiali                | Mosca          | 3000 m siepi  | 10ª       | 9'37"33     |                                          |
| 2016                                  | Europei                 | Amsterdam      | 5000 m piani  | 6ª        | 15'28"53    |                                          |
| 2016                                  | Giochi olimpici         | Rio de Janeiro | 5000 m piani  | 13ª       | 15'12"09    |                                          |
| 2017                                  | Europei indoor          | Belgrado       | 3000 m piani  | Bronzo    | 8'47"43     |                                          |
| 2017                                  | Mondiali                | Londra         | 5000 m piani  | 10ª       | 15'00"43    |                                          |
| 2018                                  | Mondiali indoor         | Birmingham     | 3000 m piani  | 10ª       | 9'01"32     |                                          |
| 2018                                  | Europei                 | Berlino        | 5000 m piani  | Argento   | 14'53"05    |                                          |
| 2019                                  | Europei indoor          | Glasgow        | 3000 m piani  | 7ª        | 8'59"71     |                                          |
| 2019                                  | Mondiali                | Doha           | 5000 m piani  | 10ª       | 14'46"17    |                                          |
| 2021                                  | Giochi olimpici         | Tokyo          | 5000 m piani  | Batteria  | 15'09"68    |                                          |
| 2021                                  | Giochi olimpici         | Tokyo          | 10000 m piani | 9ª        | 31'04"46    |                                          |
| 2022                                  | Mondiali                | Eugene         | 5000 m piani  | 11ª       | 15'03"03    |                                          |
| 2022                                  | Mondiali                | Eugene         | 10000 m piani | 10ª       | 30'34"60    |                                          |
| 2022                                  | Europei                 | Monaco         | 5000 m piani  | Bronzo    | 14'59"34    |                                          |
| 2022                                  | Europei                 | Monaco         | 10000 m piani | Argento   | 30'41"05    |                                          |
| 2024                                  | Europei                 | Roma           | 10000 m piani | dnf       | dnf         |                                          |
| 2024                                  | Giochi olimpici         | Parigi         | 10000 m piani | 15ª       | 31'20"51    | Miglior prestazione personale stagionale |
| In rappresentanza della Scozia        |                         |                |               |           |             |                                          |
| 2014                                  | Giochi del Commonwealth | Glasgow        | 3000 m siepi  | 6ª        | 9'44"65     |                                          |
| 2018                                  | Giochi del Commonwealth | Gold Coast     | 1500 m piani  | 6ª        | 4'04"30     |                                          |
| 2018                                  | Giochi del Commonwealth | Gold Coast     | 5000 m piani  | 6ª        | 15'34"88    |                                          |
| 2022                                  | Giochi del Commonwealth | Birmingham     | 5000 m piani  | Argento   | 14'42"14    | Miglior prestazione personale stagionale |
| 2022                                  | Giochi del Commonwealth | Birmingham     | 10000 m piani | Oro       | 30'48"60    | Record dei Giochi                        |

## Campionati nazionali
2006
- 4ª ai campionati scozzesi indoor, 1500 m piani - 4'49"05

2008
- Argento ai campionati scozzesi, 3000 m siepi - 10'52"13

2010
- 10ª ai campionati scozzesi, 1500 m piani - 4'41"56

2011
- 4ª ai campionati britannici indoor, 1500 m piani - 4'26"16
- Argento ai campionati britannici, 5000 m piani - 15'52"69

2012
- Oro ai campionati britannici, 3000 m siepi - 9'56"89

2013
- Oro ai campionati britannici, 3000 m siepi - 9'56"02

2014
- Oro ai campionati britannici, 3000 m siepi - 9'50"06

2016
- Argento ai campionati britannici, 5000 m piani - 15'54"75

2017
- Argento ai campionati britannici indoor, 1500 m piani - 4'19"99
- Oro ai campionati britannici indoor, 3000 m piani - 9'05"07
- Argento ai campionati britannici, 5000 m piani - 15'38"57

2018
- Oro ai campionati britannici indoor, 1500 m piani - 4'13"94
- Argento ai campionati britannici indoor, 3000 m piani - 8'50"87
- Bronzo ai campionati britannici, 5000 m piani - 16'08"06

2019
- Oro ai campionati britannici, 5000 m piani - 15'21"38

2024
- Oro ai campionati britannici di mezza maratona - 1h09'14"

## Altre competizioni internazionali
2011
- 8ª al Birmingham Grand Prix ( Birmingham), 3000 m siepi - 9'47"03

2012
- 9ª ai Bislett Games ( Oslo), 3000 m siepi - 9'38"45

2013
- 8ª all'Adidas Grand Prix ( New York), 3000 m siepi - 9'45"66
- 5ª all'Herculis ( Monaco), 3000 m siepi - 9'45"72
- 9ª ai London Anniversary Games ( Londra), 3000 m piani - 8'53"66
- 8ª al Memorial Van Damme ( Bruxelles), 3000 m siepi - 9'39"79

2014
- 11ª al Prefontaine Classic ( Eugene), 3000 m siepi - 10'15"59
- 13ª al Meeting Areva ( Parigi), 3000 m siepi - 9'54"56
- 12ª al Glasgow Grand Prix ( Glasgow), 3000 m siepi - 9'44"69

2016
- 13ª al Memorial Van Damme ( Bruxelles), 5000 m piani - 15'05"00

2017
- 6ª al Prefontaine Classic ( Eugene), 5000 m piani - 15'07"43
- 4ª all'Herculis ( Monaco), 3000 m piani - 8'31"39
- 5ª al Birmingham Grand Prix ( Birmingham), 3000 m piani - 8'31"00
- 8ª al Memorial Van Damme ( Bruxelles), 5000 m piani - 14'48"49

2018
- 8ª all'Athletissima ( Losanna), 1500 m piani - 4'01"98
- 4ª al Birmingham Grand Prix ( Birmingham), 3000 m piani - 8'38"49
- Oro alla Great South Run ( Portsmouth), 10 miglia - 54'43"

2019
- 7ª al Bauhaus-Galan ( Stoccolma), 5000 m piani - 14'52"40
- 6ª al Golden Gala Pietro Mennea ( Roma), 1500 m piani - 4'02"29
- Bronzo al Birmingham Grand Prix ( Birmingham), miglio - 4'24"71
- Oro alla Great South Run ( Portsmouth), 10 miglia - 51'38"

2020
- 7ª all'Herculis ( Monaco), 5000 m piani - 14'57"37
- 8ª al Bauhaus-Galan ( Stoccolma), 1500 m piani - 4'03"74

2021
- 6ª al Golden Gala Pietro Mennea ( Firenze), 1500 m piani - 4'02"12
- 4ª ai Bislett Games ( Oslo), 5000 m piani - 14'28"55
- 7ª al Memorial Van Damme ( Bruxelles), 5000 m piani - 14'31"26
- Oro alla Great South Run ( Portsmouth), 10 miglia - 50'43"
- Oro alla Great Manchester Run ( Manchester) - 30'52"

2022
- 4ª alla Zevenheuvelenloop ( Nimega), 15 km - 47'40"
- Oro alla Great Manchester Run ( Manchester) - 30'19"
- Oro ai META : TIME : TRIALS ( Malaga), 5 km - 14'45"

2023
- Oro alla The TEN ( San Juan Capistrano), 10000 m piani - 30'00"86

2024
- 4ª alla Mezza maratona di Delhi ( Nuova Delhi) - 1h09'55"

2025
- 5ª alla Maratona di Londra ( Londra) - 2h24'25"